# Biao mod Danmark
Biao mod Danmark er en sag ved Den Europæiske Menneskerettighedsdomstol hvor Danmark er blevet dømt for overtrædelse af Den Europæiske Menneskerettighedskonvention. 
Sagen vedrørte dels om de danske familiesammenføringsregler er for strikse i forhold til EMRK's artikel 8 (retten til familieliv). Og dels vedrørte sagen om 28-årsreglen (som siden er ændret til en 26-årsregel), der undtager danske statsborgere der har været statsborgere i over 28 år, der ønsker familiesammenføring fra tilknytningskravet, er i strid med artikel 8 set i sammenhæng med artikel 14 (forbud mod diskrimination) eller den Europæiske Konvention om Statsborgerret. 
Sagen har været behandlet ved Østre Landsret og Højesteret som en civil sag mod Integrationsministeriet og ved Den Europæiske Menneskerettighedsdomstol som en klagesag mod Danmark. Staten fik medhold ved både Østre Landsret og Højesteret samt i første omgang også ved Menneskerettighedsdomstolen. Ved både Højesteret og Menneskerettighedsdomstolens syvdommerkammer havde 3 ud af 7 dommer stemt for at kende 28-årsreglen som stridende imod EMRK's artikel 14 om diskrimination. 
Den 8. september 2014 blev sagen refereret til Menneskerettighedsdomstolens storkammer, hvor der blev afviklet mundtlige forhandlinger den 1. april 2015. Der faldt dom tirsdag den 24. maj 2016.
Den 24. maj 2016 afsagde Storkammeret dom hvor Danmark med stemmerne 12-5 blev dømt for overtrædelse af artikel 14 sammenholdt med artikel 8. Storkammeret fandt 28-årsregelen indirekte diskriminerede mod danske statsborgere af anden etnisk baggrund og at Danmark ikke havde vist at der var tvingende eller tungtvejende grunde der ikke relaterede sig til etnicitet der kunne retfærdiggøre diskriminationen.

### Afgørelser og partsindlæg
- Østre Landsrets dom 25. september 2007 (16. afd.), B-2322-06
- HØJESTERETS DOM afsagt onsdag den 13. januar 2010 Sag 478/2007 (1. afdeling). I Højesterets afgørelses database
- Landsrettens og Højesterets domme er trykt i ugeskrift for retsvæsen årgang 2010 s. 1035 (U.2010.1035H)
- Menneskerettighedsdomstolens (2. sektion) dom af 25. marts i CASE OF BIAO v. DENMARK (Application no. 38590/10). I HUDOC
- ret og råd advokater - 28 års-reglen deler vandene i Højesteret (Webside ikke længere tilgængelig)
- Kammeradvokaten - Danmark frifundet ved Menneskerettighedsdomstolen i sagen om 28-års-reglen Arkiveret 20. januar 2022 hos  Wayback Machine
- "Grand Chamber hearing concerning alleged discrimination in granting family reunion in Denmark". Press Release ECHR 103 (2015). Den Europæiske Menneskerettighedsdomstol. 1. april 2015.
- Video med de mundtlige forhandlinger ved Menneskerettighedsdomstolen d. 1. april 2015
- Pressemeddelse af 17. maj 2016 om domsafsigelse.
- Storkammerets dom af 25. maj 2016: Selve dommen, Pressemeddelse, Video af domsafsigelsen.

### Artikler om sagen
- Flemming Christiansen (31. oktober 2005). "Udlændingelov skal for retten". Politiken.
- Mikael Børsting (22. januar 2010). "28-års regel får bred politisk opbakning". Politiken.
- Flemming Christiansen (10. september 2014). "Dansk udlændingelov til eksamen hos 17 dommere". Politiken. s. 5.
- Alexandra Timmer (3. april 2014). "Guest Post on Biao v Denmark" (engelsk). EHCR Blog.
- Flemming Christiansen (28. juli 2014). "Danmark nær dømt for diskrimination". Politiken.
- echr.dk - Dansk afslag på familiesammenføring i overensstemmelse med menneskerettighederne
- Niels-Erik Hansen (1. maj 2015). "Har vi sejret af helvede til?". Arbejderen. Arkiveret fra originalen 23. juni 2015. Hentet 23. juni 2015.
- Elisabeth Astrup (24. maj 2016). "Dom: Danmark har forskelsbehandlet Ousmane Biao og hans kone". Politiken.

| Jura | Spire Denne juraartikel er en spire som bør udbygges. Du er velkommen til at hjælpe Wikipedia ved at udvide den. |